# Anton Matourek
Anton Matourek (* 30. April oder 31. Mai 1905 in Wien; † 26. September 1978 ebenda) war ein österreichischer Politiker (SDAP/SPÖ) und Maschinenschlosser.

## Leben und Karriere
Anton Matourek wurde am 30. April oder 31. Mai 1905 in Wien geboren und schloss sich bereits als 14-Jähriger der sozialdemokratischen Bewegung an. Noch vor seinem 30. Geburtstag wurde der gelernte Maschinenschlosser im Jahre 1934 Sekretär des Republikanischen Schutzbundes der österreichischen Sozialdemokratischen Arbeiterpartei (SDAP) im damaligen 14. Wiener Gemeindebezirk Rudolfsheim. Nach den Februarkämpfen 1934 wurde er aufgrund seiner illegalen Tätigkeit mehrmals verhaftet und war unter anderem von Dezember 1936 bis Mai 1937 für einige Monate im Anhaltelager Wöllersdorf interniert. Nach dem Ende des Zweiten Weltkrieges wirkte Matourek ab dem Jahre 1945 am Wiederaufbau der Partei mit und war daraufhin von 1948 bis 1953 als Gemeinderat und von 1954 bis 1969 als Bezirksrat im nunmehrigen 15. Wiener Gemeindebezirk Rudolfsheim-Fünfhaus tätig. Danach zog er sich weitgehend aus dem politischen Leben zurück und wurde durch einen Beschluss der Wiener Landesregierung vom 20. April 1977 mit dem Goldenen Verdienstzeichen des Landes Wien ausgezeichnet. Am 26. September 1978 verstarb Matourek 73-jährig in seiner Heimatstadt Wien.
Im Jahre 1982 erhielt die in den Jahren 1977 bis 1979 unter dem Architekten Leopold Fellner errichtete städtische Wohnhausanlage mit 36 Wohnungen in der Rustengasse 9 im 15. Bezirk dem Wiener Kommunalpolitiker zu Ehren den Namen Anton-Matourek-Hof. An der Stelle stand zuvor ein Fiakerhaus, das im Jahre 1928 aus einer Verlassenschaft erworben und von Architekt Heinrich Vana umgebaut wurde. Danach diente das Vorgängerhaus als Volkshaus der Bezirksorganisation Rudolfsheim, ehe es 1934 beschlagnahmt und daraufhin von der Heimwehr und bald darauf von der Vaterländischen Front genutzt wurde. Nachdem die Gestapo das Haus in weiterer Folge einem Privatmann zugeschanzt hatte, übernahm das Haus im Jahre 1945 wieder die SPÖ-Rudolfsheim und musste es auf Befehl der sowjetischen Besatzungsmacht einige Zeit mit der Kommunistischen Partei Österreichs (KPÖ) teilen. Nachdem der Zustand des Gebäudes im Laufe der Jahre immer schlechter wurde, übersiedelte das Bezirkssekretariat im Jahre 1976 in die Schwendergasse 41 und das Haus wurde abgerissen und durch den Gemeindebau ersetzt.

## Ehrungen
- Goldenes Verdienstzeichen des Landes Wien: 1977
- Anton-Matourek-Hof (gebaut von 1977 bis 1979; seit 1982 nach Anton Matourek benannt)